# Kanton Villeneuve-de-Berg

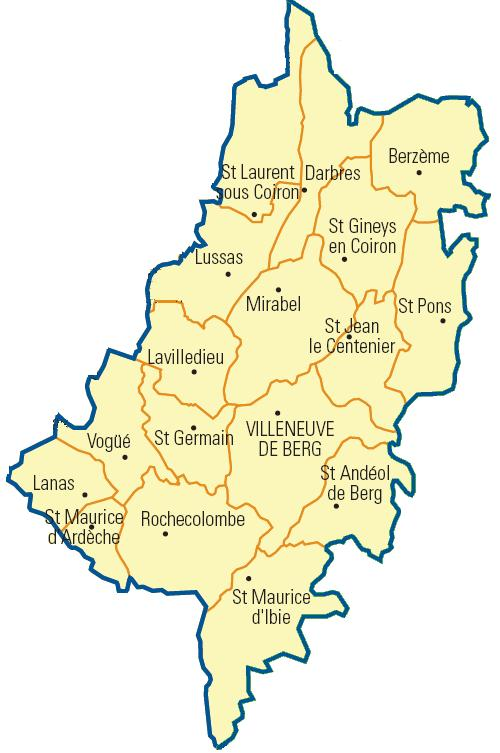
Übersichtskarte

Der Kanton Villeneuve-de-Berg war bis 2015 ein französischer Wahlkreis im Arrondissement Largentière, im Département Ardèche und in der Region Rhône-Alpes; sein Hauptort (frz.: chef-lieu) war Villeneuve-de-Berg. Per Verordnung des Präfekten vom 22. Februar 2007 wechselte der Kanton zum 1. März 2007 vom Arrondissement Privas zum Arrondissement Largentière. Die landesweiten Änderungen in der Zusammensetzung der Kantone brachten im März 2015 schließlich seine Auflösung.
Der Kanton Villeneuve-de-Berg war 267,56 km² groß und hatte 10.942 Einwohner (Stand 2012).

## Gemeinden
| Gemeinde                  | Einwohner (Stand: 2022) | Code postal | Code Insee |
| ------------------------- | ----------------------- | ----------- | ---------- |
| Berzème                   | 159                     | 07580       | 07032      |
| Darbres                   | 269                     | 07170       | 07077      |
| Lanas                     | 431                     | 07200       | 07131      |
| Lavilledieu               | 2248                    | 07170       | 07138      |
| Lussas                    | 1142                    | 07170       | 07145      |
| Mirabel                   | 777                     | 07170       | 07159      |
| Rochecolombe              | 222                     | 07200       | 07190      |
| Saint-Andéol-de-Berg      | 130                     | 07170       | 07208      |
| Saint-Germain             | 704                     | 07170       | 07241      |
| Saint-Gineis-en-Coiron    | 119                     | 07580       | 07242      |
| Saint-Jean-le-Centenier   | 868                     | 07580       | 07247      |
| Saint-Laurent-sous-Coiron | 120                     | 07170       | 07263      |
| Saint-Maurice-d’Ardèche   | 373                     | 07200       | 07272      |
| Saint-Maurice-d’Ibie      | 213                     | 07170       | 07273      |
| Saint-Pons                | 302                     | 07580       | 07287      |
| Villeneuve-de-Berg        | 3031                    | 07170       | 07341      |
| Vogüé                     | 1035                    | 07200       | 07348      |